# Escharopsis lobata
Escharopsis lobata is een mosdiertjessoort uit de familie van de Umbonulidae. De wetenschappelijke naam van de soort is, als Eschara lobata, voor het eerst geldig gepubliceerd in 1821 door Lamouroux.